# The ATTIK

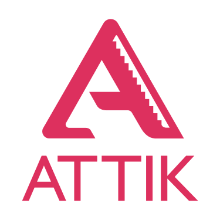
Логотип ATTIK

The ATTIK (згодом відоме як ATTIK) — британське креативне агентство, засноване в 1986 році в Хаддерсфілді, Англія, Джеймсом Соммервілем та Саймоном Нідхемом. Агентство здобуло популярність завдяки своєму прогресивному та впливовому стилю графічного дизайну, серії книг з експериментального дизайну «Noise» та співпраці з такими клієнтами, як Coca-Cola, Sony PlayStation, MTV, Toyota і Adidas. 

## Опис
Компанія ATTIK була заснована Соммервілем і Нідхемом у спальні на горищі бабусі Соммервіля в місті Гаддерсфілд, Англія, завдяки гранту в розмірі 2000 фунтів стерлінгів від Фонду принца Чарльза. До 1990 року компанія зросла до восьми співробітників і переїхала в орендований офіс. Соммервіль і Нідхем також почали експериментувати з новим програмним забезпеченням Adobe Photoshop на своєму Macintosh Plus із частотою 8 кГц.
У 1992 році до компанії приєднався майбутній партнер Вілл Тревіс. На початок 1995 року команда ATTIK у Гаддерсфілді зросла до 25 осіб, і того ж року вони відкрили офіс у Лондоні, де почали співпрацю з брендом Sony PlayStation. У січні 1997 року Соммервілл відкрив відділення в Нью-Йорку, у 1998 році Тревіс заснував студію в Сан-Франциско, а в 1999 році Нідхем відкрив офіс у Сіднеї. До кінця 2000 року, значною мірою завдяки буму Dotcom, компанія досягла обороту понад 20 мільйонів доларів і мала 160 співробітників у своїх офісах у Гаддерсфілді, Лондоні, Нью-Йорку, Сан-Франциско та Сіднеї.
Економічна криза 2001 року завдала значних ударів компанії, і за рекомендацією нового члена правління Ріка Перальти було звільнено 115 співробітників, щоб зберегти бізнес. Студії в Лондоні, Нью-Йорку та Сіднеї припинили свою діяльність, і єдиними працюючими локаціями стали Хаддерсфілд і Сан-Франциско. У період з 2002 по 2003 роки компанія перебувала в режимі виживання. Однак у 2003 році два важливі клієнти забезпечили бізнесу певну стабільність: це були новий бренд Toyota Scion, який запускали в США, та сигаретна компанія Camel у Європі. У 2004 році Перальта та Тревіс стали партнерами, а офіс у Хаддерсфілді перемістили до Лідса. Також відкрили новий офіс у Лос-Анджелесі та відновили діяльність у Нью-Йорку.
У 2007 році компанія ATTIK була куплена японською корпорацією Dentsu Network. 
Студія в Сан-Франциско продовжувала працювати як рекламне агентство для бренду Scion у США, а ATTIK Leeds співпрацювала з Coca-Cola над рядом брендових і дизайнерських ініціатив. У 2012 році Соммервілл прийняла рішення покинути бізнес, вказавши на «відсутність узгодженості стратегічного мислення», після чого діяльність компанії у Великобританії була припинена. 
У квітні 2015 року було оголошено, що компанія буде поглинена Dentsu після втрати довгострокового контракту з брендом Scion, що фактично означало кінець ATTIK після 29 років діяльності. 

## Відомі клієнти
- Coca-Cola[5]
- Nike
- Lexus[6]
- Camel[7]
- LucasArts/Star Wars[7]
- Boost Mobile[8]
- Sony Online Entertainment[9]
- MTV
- NFL[10]
- Carlsberg[11]
- IGN Entertainment[12]
- AOL[13]
- Virgin Atlantic[14]
- Ford[15]
- Sheppard Robson